# GSC7660-2225
GSC7660-2225 — хімічно пекулярна зоря спектрального класу A2, що має видиму зоряну величину в смузі V приблизно 11,1.